# 星座恒星列表
除了太阳之外，所有的恒星都属于国际天文联合会（IAU）划分的某一个星座。虽然IAU只划分了88个星座，但实际上整个天空被划分为89个不规则的形状，因为巨蛇座被划分为两部分：西边的巨蛇头（Serpens Caput）和东边的巨蛇尾（Serpens Cauda）。
唯一不属于任何星座的恒星是太阳。太阳在一年内沿着黄道穿过13个星座：12个黄道星座和蛇夫座。

## 按照星座恒星列表划分的恒星列表
以下列表按照星座恒星列表的英文名排序：
| - 仙女座恒星列表 - 唧筒座恒星列表 - 天燕座恒星列表 - 宝瓶座恒星列表 - 天鹰座恒星列表 - 天坛座恒星列表 - 白羊座恒星列表 - 御夫座恒星列表 - 牧夫座恒星列表 - 雕具座恒星列表 - 鹿豹座恒星列表 - 巨蟹座恒星列表 - 猎犬座恒星列表 - 大犬座恒星列表 - 小犬座恒星列表 - 摩羯座恒星列表 - 船底座恒星列表 - 仙后座恒星列表 - 半人马座恒星列表 - 仙王座恒星列表 - 鲸鱼座恒星列表 - 蝘蜓座恒星列表 | - 圆规座恒星列表 - 天鸽座恒星列表 - 后发座恒星列表 - 南冕座恒星列表 - 北冕座恒星列表 - 乌鸦座恒星列表 - 巨爵座恒星列表 - 南十字座恒星列表 - 天鹅座恒星列表 - 海豚座恒星列表 - 剑鱼座恒星列表 - 天龙座恒星列表 - 小马座恒星列表 - 波江座恒星列表 - 天炉座恒星列表 - 双子座恒星列表 - 天鹤座恒星列表 - 武仙座恒星列表 - 时钟座恒星列表 - 长蛇座恒星列表 - 水蛇座恒星列表 - 印第安座恒星列表 | - 蝎虎座恒星列表 - 狮子座恒星列表 - 小狮座恒星列表 - 天兔座恒星列表 - 天秤座恒星列表 - 豺狼座恒星列表 - 山猫座恒星列表 - 天琴座恒星列表 - 山案座恒星列表 - 显微镜座恒星列表 - 麒麟座恒星列表 - 苍蝇座恒星列表 - 矩尺座恒星列表 - 南极座恒星列表 - 蛇夫座恒星列表 - 猎户座恒星列表 - 孔雀座恒星列表 - 飞马座恒星列表 - 英仙座恒星列表 - 凤凰座恒星列表 - 绘架座恒星列表 - 双鱼座恒星列表 | - 南鱼座恒星列表 - 船尾座恒星列表 - 罗盘座恒星列表 - 网罟座恒星列表 - 天箭座恒星列表 - 人马座恒星列表 - 天蝎座恒星列表 - 玉夫座恒星列表 - 盾牌座恒星列表 - 巨蛇座恒星列表 - 六分仪座恒星列表 - 金牛座恒星列表 - 望远镜座恒星列表 - 三角座恒星列表 - 南三角座恒星列表 - 杜鹃座恒星列表 - 大熊座恒星列表 - 小熊座恒星列表 - 船帆座恒星列表 - 室女座恒星列表 - 飞鱼座恒星列表 - 狐狸座恒星列表 |

## 入选标准
星座里的恒星只有满足以下条件才会包括在列表里：
- 六等或更亮（V < 6.50）的恒星
- 具有拜耳命名法或佛兰斯蒂德命名法命名的名称的恒星
- 值得注意的变星（变星原型、罕见或者很重要的变星）
- 距地球距离较近的恒星
- 含有行星系统的恒星
- 值得注意的中子星、黑洞和其他奇特的天体